# Державний секретар з питань війни (Велика Британія)
Державний секретар з питань війни (Велика Британія) (англ. Secretary of State for War) або неформально Воєнний секретар (англ. War Secretary) — державний секретар в уряді Сполученого Королівства, посада якого існувала в періоди з 1794 по 1801 та з 1854 по 1964 роки. Державний секретар з питань війни очолював Військове міністерство і мав парламентського заступника державного секретаря з питань війни, приватного секретаря парламенту, який також був членом парламенту (МП), а також військового секретаря в чині генерала. Посада державного секретаря з питань війни існувала з 1794 року, поки не була скасована, коли в 1964 році міністерство оборони, Адміралтейство, міністерство авіації та військове відомство були об'єднані, утворивши нове міністерство оборони. Сучасним еквівалентом посади державного секретаря з питань війни є Державний секретар оборони.
| Головні політичні посади англійських/британських Збройних сил: |                                           |                                                          |                                           |                                           |
|                                                                | Королівський флот                         | Британська армія                                         | Королівські ПС                            | Координаційна                             |
| 1628                                                           | Перший лорд адміралтейства (1628—1964)    |                                                          |                                           |                                           |
| 1794                                                           | Перший лорд адміралтейства (1628—1964)    | Державний секретар з питань війни (1794—1801)            |                                           |                                           |
| 1801                                                           | Перший лорд адміралтейства (1628—1964)    | Державний секретар з питань війни та колоній (1801—1854) |                                           |                                           |
| 1854                                                           | Перший лорд адміралтейства (1628—1964)    | Державний секретар з питань війни (1854—1964)            |                                           |                                           |
| 1919                                                           | Перший лорд адміралтейства (1628—1964)    | Державний секретар з питань війни (1854—1964)            | Державний секретар авіації (1919—1964)    |                                           |
| 1936                                                           | Перший лорд адміралтейства (1628—1964)    | Державний секретар з питань війни (1854—1964)            | Державний секретар авіації (1919—1964)    | Міністр координації оборони (1936—1940)   |
| 1940                                                           | Перший лорд адміралтейства (1628—1964)    | Державний секретар з питань війни (1854—1964)            | Державний секретар авіації (1919—1964)    | Міністр оборони (1940—1964)               |
| 1964                                                           | Державний секретар оборони (1964–по т.ч.) | Державний секретар оборони (1964–по т.ч.)                | Державний секретар оборони (1964–по т.ч.) | Державний секретар оборони (1964–по т.ч.) |

Посаду державного секретаря з питань війни вперше посів Генрі Дандас, призначений у 1794 році. У 1801 році посада була перейменована на посаду державного секретаря з питань війни та колоній. Посада державного секретаря з питань війни була відновлена в 1854 році, коли була створена окрема посада державного секретаря у справах колоній.
У 1946 році три посади, державного секретаря з питань війни, першого лорда Адміралтейства та державного секретаря з авіації, офіційно підпорядковували міністрові оборони, посадовій особі створеній у 1940 році для координації питань оборони та безпеки.
1 квітня 1964 року зі створенням нового об'єднаного міністерства оборони на чолі з держсекретарем з питань оборони були розформовані три міністерства, а також посада міністра оборони, створена в 1940 році.

## Список Державних секретарів з питань війни

### з 1794 до 1801рр.
| Зображення | Зображення | Ім'я (роки життя)                     | Час у посаді  | Час у посаді    | Тривалість перебування       | Політична партія | Прем'єр-міністр | Прем'єр-міністр |
| ---------- | ---------- | ------------------------------------- | ------------- | --------------- | ---------------------------- | ---------------- | --------------- | --------------- |
|            |            | Генрі Дандас Henry Dundas (1742—1811) | 11 липня 1794 | 17 березня 1801 | 6 місяців,8 місяців і 6 днів | Торі             |                 | Вільям Пітт     |

### з 1854 до 1964рр.
| Зображення        | Зображення                              | Ім'я (роки життя)                                                                  | Час у посаді                            | Час у посаді                                  | Тривалість перебування       | Політична партія                 | Прем'єр-міністр           | Прем'єр-міністр                       |                                       |
| ----------------- | --------------------------------------- | ---------------------------------------------------------------------------------- | --------------------------------------- | --------------------------------------------- | ---------------------------- | -------------------------------- | ------------------------- | ------------------------------------- | ------------------------------------- |
|                   |                                         | Генрі Пелем-Клінтон Henry Pelham-Clinton (1811—1864)                               | 12 червня 1854                          | 30 січня 1855                                 | 7 місяців і 18 днів          | Піліти                           |                           | Джордж Гамільтон-Гордон Абердин       |                                       |
|                   |                                         | Фокс Моул-Рамзі Fox Maule-Ramsay (1801—1874)                                       | 8 лютого 1855                           | 21 лютого 1858                                | 3 роки і 13 днів             | Віги                             |                           | Едуард Джефрі Сміт Дербі              |                                       |
|                   |                                         | Джонатан Піл Jonathan Peel (1799—1879)                                             | 26 лютого 1858                          | 11 червня 1859                                | 1 рік, 3 місяці і 16 днів    | Консервативна партія             |                           | Едуард Джефрі Сміт Дербі              |                                       |
|                   |                                         | Сідні Герберт Sidney Herbert (1810—1861)                                           | 18 червня 1859                          | 22 липня 1861                                 | 2 роки, 1 місяць і 4 дні     | Ліберальна партія                |                           | Генрі Джон Темпл Пальмерстон          |                                       |
|                   |                                         | Джордж Корнуол Льюїс George Cornewall Lewis (1806—1863)                            | 23 липня 1861                           | 13 квітня 1863                                | 1 рік, 8 місяців і 21 день   | Ліберальна партія                |                           | Генрі Джон Темпл Пальмерстон          |                                       |
|                   |                                         | Джордж Робінсон George Robinson, 1st Marquess of Ripon (1827—1909)                 | 28 квітня 1863                          | 16 лютого 1866                                | 2 роки, 9 місяців і 19 днів  | Ліберальна партія                |                           | Джон Расселл                          |                                       |
|                   |                                         | Спенсер Кавендіш Spencer Cavendish (1833—1908)                                     | 16 лютого 1866                          | 26 червня 1866                                | 4 місяці і 10 днів           | Ліберальна партія                |                           | Джон Расселл                          |                                       |
|                   |                                         | Джонатан Піл Jonathan Peel (1799—1879)                                             | 6 липня 1866                            | 8 березня 1867                                | 8 місяців і 2 дні            | Консервативна партія             |                           | Едуард Джефрі Сміт Дербі              | Едуард Джефрі Сміт Дербі              |
|                   |                                         | Джон Пакінгтон John Pakington (1799—1880)                                          | 8 березня 1867                          | 1 грудня 1868                                 | 1 рік, 8 місяців і 23 дні    | Консервативна партія             |                           | Едуард Джефрі Сміт Дербі              | Едуард Джефрі Сміт Дербі              |
|                   |                                         | Джон Пакінгтон John Pakington (1799—1880)                                          | 8 березня 1867                          | 1 грудня 1868                                 | 1 рік, 8 місяців і 23 дні    | Консервативна партія             | Бенджамін Дізраелі        |                                       |                                       |
|                   |                                         | Едвард Кардвелл Edward Cardwell (1813—1886)                                        | 9 грудня 1868                           | 17 лютого 1874                                | 5 років, 2 місяці і 8 днів   | Ліберальна партія                |                           | Вільям Гладстон                       | Вільям Гладстон                       |
|                   |                                         | Гаторн Гаторн-Гарді Gathorne Gathorne-Hardy (1814—1906)                            | 21 лютого 1874                          | 2 квітня 1878                                 | 4 роки, 1 місяць і 12 днів   | Консервативна партія             |                           | Бенджамін Дізраелі                    | Бенджамін Дізраелі                    |
|                   |                                         | Фредерік Артур Стенлі Frederick Stanley (1841—1908)                                | 2 квітня 1878                           | 21 квітня 1880                                | 2 роки і 19 днів             | Консервативна партія             |                           | Бенджамін Дізраелі                    | Бенджамін Дізраелі                    |
|                   |                                         | Г'ю Чайлдерс Hugh Childers (1827—1896)                                             | 28 квітня 1880                          | 16 грудня 1882                                | 2 роки, 7 місяців і 18 днів  | Ліберальна партія                |                           | Вільям Гладстон                       | Вільям Гладстон                       |
|                   |                                         | Спенсер Кавендіш Spencer Cavendish (1833—1908)                                     | 16 грудня 1882                          | 9 червня 1885                                 | 2 роки, 5 місяців і 24 дні   | Ліберальна партія                |                           | Вільям Гладстон                       | Вільям Гладстон                       |
|                   |                                         | Вільям Генрі Сміт William Henry Smith (1825—1891)                                  | 24 червня 1885                          | 21 січня 1886                                 | 6 місяців і 28 днів          | Консервативна партія             |                           | Роберт Ґаскойн-Сесіл Солсбері         | Роберт Ґаскойн-Сесіл Солсбері         |
|                   |                                         | Гаторн Гаторн-Гарді Gathorne Gathorne-Hardy (1814—1906)                            | 21 січня 1886                           | 6 лютого 1886                                 | 16 днів                      | Консервативна партія             |                           | Роберт Ґаскойн-Сесіл Солсбері         | Роберт Ґаскойн-Сесіл Солсбері         |
|                   |                                         | Генрі Кемпбелл-Баннерман Henry Campbell-Bannerman (1836—1908)                      | 6 лютого 1886                           | 20 липня 1886                                 | 5 місяців і 14 днів          | Ліберальна партія                |                           | Вільям Гладстон                       | Вільям Гладстон                       |
|                   |                                         | Вільям Генрі Сміт William Henry Smith (1825—1891)                                  | 3 серпня 1886                           | 14 січня 1887                                 | 5 місяців і 11 днів          | Консервативна партія             |                           | Роберт Ґаскойн-Сесіл Солсбері         | Роберт Ґаскойн-Сесіл Солсбері         |
|                   |                                         | Едвард Стенгоуп Edward Stanhope (1840—1893)                                        | 14 січня 1887                           | 11 серпня 1892                                | 5 років, 6 місяців і 28 днів | Консервативна партія             |                           | Роберт Ґаскойн-Сесіл Солсбері         | Роберт Ґаскойн-Сесіл Солсбері         |
|                   |                                         | Генрі Кемпбелл-Баннерман Henry Campbell-Bannerman (1836—1908)                      | 18 серпня 1892                          | 21 червня 1895                                | 2 роки, 10 місяців і 3 дні   | Ліберальна партія                |                           | Вільям Гладстон                       | Вільям Гладстон                       |
|                   | Арчибальд Прімроуз                      | Генрі Кемпбелл-Баннерман Henry Campbell-Bannerman (1836—1908)                      | 18 серпня 1892                          | 21 червня 1895                                | 2 роки, 10 місяців і 3 дні   | Ліберальна партія                |                           |                                       |                                       |
|                   |                                         | Генрі Петті-Фітцморіс Henry Petty-Fitzmaurice (1845—1927)                          | 4 липня 1895                            | 12 листопада 1900                             | 5 років, 4 місяці і 8 днів   | Ліберальна юніоністська партія   |                           | Роберт Ґаскойн-Сесіл Солсбері         | Роберт Ґаскойн-Сесіл Солсбері         |
|                   |                                         | Вільям Фрімантл Бродрік William St John Fremantle Brodrick (1856—1942)             | 12 листопада 1900                       | 6 жовтня 1903                                 | 2 роки, 10 місяців і 24 дні  | Ірландський юніоністський альянс |                           | Роберт Ґаскойн-Сесіл Солсбері         | Роберт Ґаскойн-Сесіл Солсбері         |
|                   | Артур Джеймс Балфур                     | Вільям Фрімантл Бродрік William St John Fremantle Brodrick (1856—1942)             | 12 листопада 1900                       | 6 жовтня 1903                                 | 2 роки, 10 місяців і 24 дні  | Ірландський юніоністський альянс |                           |                                       |                                       |
|                   |                                         | Г'ю Оклі Арнольд-Форстер Hugh Oakeley Arnold-Forster (1855—1909)                   | 6 жовтня 1903                           | 4 грудня 1905                                 | 2 роки, 1 місяць і 28 днів   | Ліберальна юніоністська партія   |                           |                                       |                                       |
|                   |                                         | Річард Холдейн Richard Haldane (1856—1928)                                         | 10 грудня 1905                          | 12 червня 1912                                | 6 років, 6 місяців і 2 дні   | Ліберальна партія                |                           | Генрі Кемпбелл-Баннерман              | Генрі Кемпбелл-Баннерман              |
|                   | Герберт Генрі Асквіт                    | Річард Холдейн Richard Haldane (1856—1928)                                         | 10 грудня 1905                          | 12 червня 1912                                | 6 років, 6 місяців і 2 дні   | Ліберальна партія                |                           |                                       |                                       |
|                   |                                         | Джон Едвард Бернард Сілі John Edward Bernard Seely (1868—1947)                     | 12 червня 1912                          | 30 березня 1914                               | 1 рік, 9 місяців і 18 днів   | Ліберальна партія                |                           |                                       |                                       |
|                   |                                         | Герберт Генрі Асквіт Herbert Henry Asquith (1868—1947) (в посаді Прем'єр-міністра) | 30 березня 1914                         | 5 серпня 1914                                 | 4 місяці і 6 днів            | Ліберальна партія                |                           |                                       |                                       |
|                   |                                         | Герберт Кітченер Herbert Kitchener (1850—1916)                                     | 5 серпня 1914                           | 5 червня 1916                                 | 1 рік і 10 місяців           | незалежний політик               |                           |                                       |                                       |
|                   | Герберт Генрі Асквіт (коаліційний уряд) | Герберт Кітченер Herbert Kitchener (1850—1916)                                     | 5 серпня 1914                           | 5 червня 1916                                 | 1 рік і 10 місяців           | незалежний політик               |                           |                                       |                                       |
|                   |                                         | Девід Ллойд Джордж David Lloyd George (1863—1945)                                  | 6 липня 1916                            | 5 грудня 1916                                 | 4 місяці і 29 днів           | Ліберальна партія                |                           |                                       |                                       |
|                   |                                         | Едвард Джордж Стенлі Edward Stanley (1865—1948)                                    | 10 грудня 1916                          | 18 квітня 1918                                | 1 рік, 4 місяці і 8 днів     | Консервативна партія             |                           | Девід Ллойд Джордж (коаліційний уряд) | Девід Ллойд Джордж (коаліційний уряд) |
|                   |                                         | Альфред Мільнер Alfred Milner (1854—1925)                                          | 18 квітня 1918                          | 10 січня 1919                                 | 8 місяців і 23 дні           | Консервативна партія             |                           | Девід Ллойд Джордж (коаліційний уряд) | Девід Ллойд Джордж (коаліційний уряд) |
|                   |                                         | Вінстон Черчилль Winston Churchill (1874—1965)                                     | 10 січня 1919                           | 13 лютого 1921                                | 2 роки, 1 місяць і 3 дні     | Ліберальна партія                |                           | Девід Ллойд Джордж (коаліційний уряд) | Девід Ллойд Джордж (коаліційний уряд) |
|                   |                                         | Леймінг Вортінгтон-Еванс Laming Worthington-Evans (1868—1931)                      | 13 лютого 1921                          | 19 жовтня 1922                                | 1 рік, 8 місяців і 6 днів    | Консервативна партія             |                           | Девід Ллойд Джордж (коаліційний уряд) | Девід Ллойд Джордж (коаліційний уряд) |
|                   |                                         | Едвард Джордж Стенлі Edward Stanley (1865—1948)                                    | 24 жовтня 1922                          | 22 січня 1924                                 | 1 рік, 2 місяці і 29 днів    | Консервативна партія             |                           | Ендрю Бонар Лоу                       | Ендрю Бонар Лоу                       |
|                   | Стенлі Болдвін                          | Едвард Джордж Стенлі Edward Stanley (1865—1948)                                    | 24 жовтня 1922                          | 22 січня 1924                                 | 1 рік, 2 місяці і 29 днів    | Консервативна партія             |                           |                                       |                                       |
|                   |                                         | Стівен Волш Stephen Walsh (1859—1929)                                              | 22 січня 1924                           | 3 листопада 1924                              | 9 місяців і 12 днів          | Лейбористська партія             |                           | Джеймс Рамсей Макдональд              | Джеймс Рамсей Макдональд              |
|                   |                                         | Леймінг Вортінгтон-Еванс Laming Worthington-Evans (1868—1931)                      | 6 листопада 1924                        | 4 червня 1929                                 | 4 роки, 6 місяців і 29 днів  | Консервативна партія             |                           | Стенлі Болдвін                        | Стенлі Болдвін                        |
|                   |                                         | Том Шоу Tom Shaw (1872—1938)                                                       | 7 червня 1929                           | 24 серпня 1931                                | 2 роки, 2 місяці і 17 днів   | Лейбористська партія             |                           | Джеймс Рамсей Макдональд              | Джеймс Рамсей Макдональд              |
|                   |                                         | Роберт Крю-Мілнс Robert Crewe-Milnesw (1858—1945)                                  | 25 серпня 1931                          | 5 листопада 1931                              | 2 місяці і 11 днів           | Ліберальна партія                |                           | Джеймс Рамсей Макдональд              | Джеймс Рамсей Макдональд              |
|                   |                                         | Дуглас Хогг Douglas Hogg (1872—1950)                                               | 5 листопада 1931                        | 7 червня 1935                                 | 3 роки, 7 місяців і 2 дні    | Консервативна партія             | Джеймс Рамсей Макдональд  | Джеймс Рамсей Макдональд              |                                       |
|                   |                                         | Едвард Вуд Edward Wood (1881—1959)                                                 | 7 червня 1935                           | 22 листопада 1935                             | 5 місяців і 15 днів          | Консервативна партія             |                           | Стенлі Болдвін                        | Стенлі Болдвін                        |
|                   |                                         | Дафф Купер Duff Cooper (1890—1954)                                                 | 22 листопада 1935                       | 28 травня 1937                                | 1 рік, 6 місяців і 6 днів    | Консервативна партія             |                           | Стенлі Болдвін                        | Стенлі Болдвін                        |
|                   |                                         | Леслі Хор-Беліша Leslie Hore-Belisha (1893—1957)                                   | 28 травня 1937                          | 5 січня 1940                                  |                              | Національна ліберальна партія    |                           | Невілл Чемберлен                      | Невілл Чемберлен                      |
|                   |                                         | Олівер Стенлі Oliver Stanley (1896—1950)                                           | 5 січня 1940                            | 11 травня 1940                                |                              | Консервативна партія             |                           | Невілл Чемберлен                      | Невілл Чемберлен                      |
|                   |                                         | Ентоні Іден Anthony Eden (1897—1977)                                               | 11 травня 1940                          | 22 грудня 1940                                |                              | Консервативна партія             | П-М                       | П-М                                   | Міністр оборони                       |
|                   | Вінстон Черчилль (Воєнна коаліція)      | Ентоні Іден Anthony Eden (1897—1977)                                               | 11 травня 1940                          | 22 грудня 1940                                |                              | Консервативна партія             |                           |                                       |                                       |
|                   |                                         | Девід Марджессон David Margesson (1890—1965)                                       | 22 грудня 1940                          | 22 лютого 1942                                |                              | Консервативна партія             |                           |                                       |                                       |
|                   |                                         | Джеймс Гріг James Grigg (1890—1964)                                                | 22 лютого 1942                          | 26 липня 1945                                 |                              | Національний уряд                |                           |                                       |                                       |
|                   |                                         | Джек Лоусон Jack Lawson (1881—1965)                                                | 3 серпня 1945                           | 4 жовтня 1946                                 |                              | Лейбористська партія             |                           | Клемент Еттлі                         | Клемент Еттлі                         |
|                   |                                         | Фредерік Беллінджер Frederick Bellenger (1894—1968)                                | 4 жовтня 1946                           | 7 жовтня 1947                                 |                              | Лейбористська партія             | Альберт Віктор Александер | Клемент Еттлі                         |                                       |
|                   |                                         | Менні Шинвелл Manny Shinwell (1884—1986)                                           | 7 жовтня 1947                           | 28 лютого 1950                                |                              | Лейбористська партія             | Альберт Віктор Александер | Клемент Еттлі                         |                                       |
|                   |                                         | Джон Стрейчі John Strachey (1901—1963)                                             | 28 лютого 1950                          | 26 жовтня 1951                                |                              | Лейбористська партія             | Менні Шинвелл             | Клемент Еттлі                         |                                       |
|                   |                                         | Ентоні Генрі Хед Antony Henry Head (1906—1983)                                     | 31 жовтня 1951                          | 18 жовтня 1956                                |                              | Консервативна партія             |                           | Вінстон Черчилль                      | Вінстон Черчилль                      |
| Александер Гаролд |                                         | Ентоні Генрі Хед Antony Henry Head (1906—1983)                                     | 31 жовтня 1951                          | 18 жовтня 1956                                |                              | Консервативна партія             |                           | Вінстон Черчилль                      |                                       |
| Гарольд Макміллан |                                         | Ентоні Генрі Хед Antony Henry Head (1906—1983)                                     | 31 жовтня 1951                          | 18 жовтня 1956                                |                              | Консервативна партія             |                           | Вінстон Черчилль                      |                                       |
|                   | Ентоні Іден                             | Ентоні Генрі Хед Antony Henry Head (1906—1983)                                     | 31 жовтня 1951                          | 18 жовтня 1956                                | Селвін Ллойд                 | Консервативна партія             |                           |                                       |                                       |
| Волтер Монктон    | Ентоні Іден                             | Ентоні Генрі Хед Antony Henry Head (1906—1983)                                     | 31 жовтня 1951                          | 18 жовтня 1956                                |                              | Консервативна партія             |                           |                                       |                                       |
|                   | Ентоні Іден                             |                                                                                    | Джон Гейр John Hare (1911—1982)         | 18 жовтня 1956                                | 6 січня 1958                 |                                  | Консервативна партія      | Ентоні Генрі Хед                      |                                       |
|                   | Гарольд Макміллан                       | Дункан Сендіс                                                                      | Джон Гейр John Hare (1911—1982)         | 18 жовтня 1956                                | 6 січня 1958                 |                                  | Консервативна партія      |                                       |                                       |
|                   | Гарольд Макміллан                       | Дункан Сендіс                                                                      |                                         | Крістофер Сомс Christopher Soames (1920—1987) | 6 січня 1958                 | 27 липня 1960                    |                           | Консервативна партія                  |                                       |
| Гарольд Воткінсон | Гарольд Макміллан                       |                                                                                    |                                         | Крістофер Сомс Christopher Soames (1920—1987) | 6 січня 1958                 | 27 липня 1960                    |                           | Консервативна партія                  |                                       |
|                   | Гарольд Макміллан                       |                                                                                    | Джон Профьюмо John Profumo (1915—2006)  | 27 липня 1960                                 | 5 червня 1963                |                                  | Консервативна партія      |                                       |                                       |
| Пітер Торнікрофт  | Гарольд Макміллан                       |                                                                                    | Джон Профьюмо John Profumo (1915—2006)  | 27 липня 1960                                 | 5 червня 1963                |                                  | Консервативна партія      |                                       |                                       |
|                   | Гарольд Макміллан                       |                                                                                    | Джозеф Годбер Joseph Godber (1914—1980) | 27 червня 1963                                | 21 жовтня 1963               |                                  | Консервативна партія      |                                       |                                       |
|                   |                                         | Джеймс Рамсден James Ramsden (1923—2020)                                           | 21 жовтня 1963                          | 1 квітня 1964                                 |                              | Консервативна партія             |                           | Александр Дуглас-Г'юм                 |                                       |